# Nový Telečkov
Nový Telečkov – miejscowość i gmina (obec) w Czechach, w kraju Wysoczyna, w powiecie Třebíč. W 2022 roku liczyła 102 mieszkańców.